# Убињсу
Убињсу (рус. Убиньсу) планина је у систему Великог Кавказа, на југу европског дела Руске Федерације. Налази се у југозападном делу Краснодарске покрајине, на граници између Абинског и Северског општинског рејона. 
Највиша тачка се налази на надморској висини од 875,1 метара. На северним падинама Убињса свој ток започиње река Иљ, једна од најважнијих притока Крјуковског језера. 